# Quarnstedt
Quarnstedt est une commune allemande de l'arrondissement de Steinburg, Land de Schleswig-Holstein.

## Géographie
Quarnstedt se situe à 5 km à l'est de Kellinghusen.
La Mühlenbek traverse son territoire.
La Bundesstraße 206 entre Itzehoe et Bad Bramstedt passe au sud, et la ligne de Hambourg-Altona à Kiel à l'ouest.

## Histoire
Le village est mentionné pour la première fois en 1248. Le nom de Quarnstedt vient du bas-allemand quern ou quarn, ce qui signifie le « moulin ».

## Source, notes et références
- (de) Cet article est partiellement ou en totalité issu de l’article de Wikipédia en allemand intitulé « Quarnstedt » (voir la liste des auteurs).